# Ale Kino! (festiwal)
Międzynarodowy Festiwal Filmów Młodego Widza Ale Kino! – festiwal filmowy, odbywający się co roku w Poznaniu, mający na celu promocję dobrego kina dla młodych widzów.
Organizatorem Festiwalu jest Centrum Sztuki Dziecka w Poznaniu, a jego dyrektorem Jerzy Moszkowicz. W roku 2010 Festiwal ruszył w Polskę; do małych miejscowości, gdzie dzieci na co dzień nie mają szans na spotkanie z dobrym kinem.

## Historia
Początek Festiwalu przypada na lata 60. XX wieku. W latach 1963–1966 w Poznaniu odbywał się Przegląd Filmów Animowanych i Dziecięcych. W roku 1969 miał miejsce I Ogólnopolski Festiwal Filmów dla Dzieci i Młodzieży. Kolejne edycje odbywały się co dwa, a później co cztery lata, najczęściej w okresie ferii zimowych. W latach 80. XX wieku obszernie relacjonowany był przez Telewizję Polską, a udział w nim brały również polskie i zagraniczne seriale telewizyjne. Utworem przewodnim festiwalu była piosenka Czekamy na filmy w wykonaniu poznańskiego zespołu dziecięcego Łejery.
Prestiżową imprezą międzynarodową stał się w roku 1994. W roku 1995 został objęty patronatem International Centre of Films for Children and Young People. Do 2005 roku odbywał się wtedy w czerwcu, a w 2006 roku termin imprezy został przeniesiony na grudzień.
Festiwal otrzymał następujące nagrody:
- 2008: Nagroda Polskiego Instytutu Sztuki Filmowej w kategorii „Edukacja młodego widza”,
- 2011: Europejska Nagroda Obywatelska, przyznawana przez Parlament Europejski,
- 2012: Nagroda Polskiego Instytutu Sztuki Filmowej w kategorii „Międzynarodowe wydarzenie filmowe”.

Od 2015 roku Festiwalowi towarzyszą AleKiniaki – postacie stworzone przez Jana Kallwejta.

## Nagrody
Nagrodą Festiwalu są „Złote Koziołki”. Filmy konkurują między sobą podzielone na cztery kategorie – filmy animowane dla dzieci, filmy animowane dla młodzieży, filmy aktorskie dla dzieci i filmy aktorskie dla młodzieży. Przyznawane są również „Platynowe Koziołki”, stanowiące nagrodę organizatorów Festiwalu dla osób szczególnie zasłużonych dla filmu dla młodego widza. Oprócz nagród „dorosłego” jury, swoją nagrodę „Marcinka” przyznaje jury dziecięce oraz nagrodę „Marcina” – jury młodych.

### LaureaciZłotych Koziołkówdla filmów pełnometrażowych aktorskich
| Rok / Edycja | Kategoria                                  | Polski tytuł / Rok / Kraj          | Angielski tytuł / Oryginalny tytuł                                  | Reżyser                         | Źródło |
| ------------ | ------------------------------------------ | ---------------------------------- | ------------------------------------------------------------------- | ------------------------------- | ------ |
| 2015 (33)    | Film aktorski dla dzieci                   | Jak ukraść psa (2014)              | How to Steal a Dog / Gae-leul hoom-chi-neun wan-byeok-han bang-beob | Sung-ho Kim                     | [ 10 ] |
| 2015 (33)    | Film aktorski dla młodzieży                | Stado (2015)                       | Flocking / Flocken                                                  | Beata Gårdeler                  | [ 10 ] |
| 2014 (32)    | Film aktorski dla dzieci                   | Daleko daleko (2014) /             | Beyond Beyond / Resan till Fjäderkungens rike                       | Esben Toft Jacobsen             | [ 11 ] |
| 2014 (32)    | Film aktorski dla młodzieży                | Głos pozbawionych głosu (2013)     | The Voice of the Voicless / La voz de los silenciados               | Maximón Monihan                 | [ 11 ] |
| 2013 (31)    | Film pełnometrażowy dla dzieci             | Rakieta (2013)                     | The Rocket / Bang Fai                                               | Kim Mordaunt                    | [ 12 ] |
| 2013 (31)    | Film pełnometrażowy dla młodzieży          | Rozkwitające (2013)                | In Bloom / Grdzelt Nateli Ddeebi                                    | Nana Ekvtimishvili, Simon Gross | [ 12 ] |
| 2012 (30)    | Film pełnometrażowy aktorski dla dzieci    | Wojna guzików (2011)               | The War of the Buttons / La guerre des boutons                      | Yann Samuell                    | [ 13 ] |
| 2012 (30)    | Film pełnometrażowy aktorski dla młodzieży | Dowód osobisty (2011)              | Identity Card / Obcansky prukaz                                     | Ondrej Trojan                   | [ 13 ] |
| 2011 (29)    | Film aktorski dla dzieci                   | Absolutnie prawdziwa miłość (2011) | Totally True Love / Jørgen + Anne er Sant                           | Anne Sewitsky                   | [ 14 ] |
| 2011 (29)    | Film aktorski dla młodzieży                | Oddech (2011)                      | Breathing / Atmen                                                   | Karl Markovics                  | [ 14 ] |

## Edycje

### 26 MFFMW Ale Kino!
- Termin: 12–20 grudnia 2008
- Strona oficjalna z wynikami:[15]

| Nagroda                               | Kategoria                                                     | Film                  | Zdobywca              |
| ------------------------------------- | ------------------------------------------------------------- | --------------------- | --------------------- |
| Poznańskie Złote Koziołki             | Film aktorski dla dzieci                                      | Kid Svensk            | reż. Nanna Huolman    |
| Poznańskie Złote Koziołki             | Film aktorki dla młodzieży                                    | Nasza klasa           | reż. Ilmar Raag       |
| Poznańskie Złote Koziołki             | Film animowany dla dzieci                                     | Wiewiórka i nietoperz | reż. Jadwiga Kowalska |
| Poznańskie Złote Koziołki             | Film animowany dla młodzieży                                  | Laska                 | reż. Michał Socha     |
| Marcinek Nagroda Jury Dziecięcego     | Film dla dzieci                                               | Budda runął ze wstydu | reż. Hana Makhmalbaf  |
| Marcinek Nagroda Jury Dziecięcego     | Film dla dzieci                                               | Trzej zbójcy          | reż. Hayo Freitag     |
| Marcin Nagroda Jury Młodych           | Film dla młodzieży                                            | The Wackness          | reż. Jonathan Levine  |
| Wyróżnienie Jury Młodych              | Film dla młodzieży                                            | KJFG Nr 5             | reż. Alexei Alexeev   |
| Nagroda CIFEJ                         | Najlepszy film                                                | Budda runął ze wstydu | reż. Hana Makhmalbaf  |
| Plebiscyt publiczności                | 1. miejsce                                                    | Nasza klasa           | reż. Ilmar Raag       |
| Plebiscyt publiczności                | 2. miejsce                                                    | The Wackness          | reż. Jonathan Levine  |
| Plebiscyt publiczności                | 3. miejsce                                                    | Lalki i anioły        | reż. Nora Hamdi       |
| Piłkarskie Koziołki Nagroda Specjalna | Za idealistyczną wizję sportu, krzepiącą serca.               | Boisko bezdomnych     | reż. Kasia Adamik     |
| Platynowe Koziołki Nagroda Specjalna  | Za dorobek twórczy w dziedzinie filmu animowanego dla dzieci. | ----                  | Witold Giersz         |

### 27 MFFMW Ale Kino!
- Termin: 6–13 grudnia 2009[18]
- Strona oficjalna z wynikami:[19]

| Nagroda                                   | Kategoria                    | Film                              | Zdobywca                     |
| ----------------------------------------- | ---------------------------- | --------------------------------- | ---------------------------- |
| Poznańskie Złote Koziołki                 | Film aktorski dla dzieci     | To nie ja, przysięgam (2008)      | reż. Philippe Falardeau      |
| Poznańskie Złote Koziołki                 | Film aktorski dla młodzieży  | Wypadki chodzą po ludziach (2009) | reż. Andrew Lancaster        |
| Poznańskie Złote Koziołki                 | Film animowany dla dzieci    | Najstraszliwsze zwierzę (2008)    | reż. Dmitry Rezchikov        |
| Poznańskie Złote Koziołki                 | Film animowany dla młodzieży | Wymazywanie (2007)                | reż. Hwangbo Sae-byul        |
| Wyróżnienie Jury Międzynarodowego         | Film                         | Odeszli na ryby (2008)            | reż. Chris Jones             |
| Marcinek Nagroda Jury Dziecięcego         | Film dla dzieci              | To nie ja, przysięgam (2008)      | reż. Philippe Falardeau      |
| Wyróżnienie Jury Dziecięcego              | Film dla dzieci              | Blask tęczy (2009) /              | reż. Vic Sarin               |
| Wyróżnienie Jury Dziecięcego              | Film dla dzieci              | W zwierciadle niejasno (2008)     | reż. Jesper W. Nielsen       |
| Marcin Nagroda Jury Młodych               | Film dla młodzieży           | The Rabbit Case (2009)            | reż. Jakub Wroński           |
| Wyróżnienie Jury Młodych                  | Film dla młodzieży           | Życie Hayat (2008) /              | reż. Reha Erdem              |
| Nagroda CIFEJ                             | Najlepszy film               | Podróż Teo (2008)                 | reż. Walter Doehner Pecanins |
| Nagroda Stowarzyszenia Filmowców Polskich | Najlepszy film               | Świnki (2009) /                   | reż. Robert Gliński          |
| Piłkarskie Koziołki Nagroda Specjalna     | ----                         | Maradona by Kusturica (2008) /    | reż. Emir Kusturica          |
| Platynowe Koziołki Nagroda Specjalna      | ----                         | ----                              | Filmoteka Szkolna            |

### 34 MFFMW Ale Kino!
- Termin: 27 listopada–4 grudnia 2016[20]
- Strona oficjalna z wynikami: Ale Kino! 2016

| Nagroda                                                | Kategoria                                              | Film                                   | Zdobywca                               |
| ------------------------------------------------------ | ------------------------------------------------------ | -------------------------------------- | -------------------------------------- |
| Złote Koziołki                                         | Film pełnometrażowy dla dzieci                         | Cały nasz świat (2016)                 | reż. Yoon Ga-eun                       |
| Złote Koziołki                                         | Film pełnometrażowy dla młodzieży                      | Alias Maria (2015)                     | reż. José Luis Rugeles                 |
| Złote Koziołki                                         | Film krótkometrażowy dla dzieci                        | Mizbrük (2015)                         | reż. Daniel Duranleau                  |
| Złote Koziołki                                         | Film krótkometrażowy dla młodzieży                     | Totemy (2016)                          | reż. Paul Jadoul                       |
| Marcinek Nagroda Jury Dziecięcego                      | Film pełnometrażowy                                    | Podróż Fanny (2016)                    | reż. Lola Doillon                      |
| Marcinek Nagroda Jury Dziecięcego                      | Film krótkometrażowy                                   | Moom (2016)                            | reż. Dice Tsutsumi i Robert Kondo      |
| Marcin Nagroda Jury Młodzieżowego                      | Film pełnometrażowy                                    | Połowa (2015)                          | reż. Çağil Nurhak Aydoğdu              |
| Marcin Nagroda Jury Młodzieżowego                      | Film krótkometrażowy                                   | Moje ostatnie wakacje (2016)           | reż. Claude Demers                     |
| Wędrujące Koziołeczki                                  | Wielka Nagroda Publiczności                            | Kacper i Emma na safari (2015)         | reż. Arne Lindtner Næss                |
| Wędrujące Koziołeczki                                  | Grand Prix                                             | Niesamowity Wiplala (2014)             | reż. Tim Oliehoek                      |
| Platynowe Koziołki (Nagroda Specjalna)                 | Platynowe Koziołki (Nagroda Specjalna)                 | Platynowe Koziołki (Nagroda Specjalna) | prof. Jacek Adamczak                   |
| Platynowe Koziołki (Nagroda Specjalna)                 | Platynowe Koziołki (Nagroda Specjalna)                 | Platynowe Koziołki (Nagroda Specjalna) | Rock Demers                            |
| Jury Nauczycieli                                       | Nagroda Nauczycieli                                    | Pułapka (2015)                         | reż. Jayaraj Rajasekharan Nair         |
| Jury Nauczycieli                                       | Wyróżnienie Nauczycieli                                | Nazywam się Cukinia (2016)             | reż. Claude Barras                     |
| Wyróżnienie Jury Międzynarodowego                      | Film krótkometrażowy dla młodzieży                     | Mosty (2015)                           | reż. Austėja Urbaitė                   |
| Nagroda Europejskiego Stowarzyszenia Filmów dla Dzieci | Nagroda Europejskiego Stowarzyszenia Filmów dla Dzieci | Nazywam się Cukinia (2016)             | reż. Claude Barras                     |
| Nagroda Stowarzyszenia Filmowców Polskich              | Nagroda Stowarzyszenia Filmowców Polskich              | Pułapka (2015)                         | reż. Jayaraj Rajasekharan Nair         |
| Nagroda Stowarzyszenia Filmowców Polskich              | Nagroda Stowarzyszenia Filmowców Polskich              | Basia i upał w zoo (2016)              | reż. Marcin Wasilewski                 |
| Nagroda Organizatorów                                  | Nagroda Organizatorów                                  | Urban Hymn (2016)                      | reż. Michael Caton-Jones               |
| Ale Debiut! (Nagroda PKO BP)                           | Ale Debiut! (Nagroda PKO BP)                           | Za niebieskimi drzwiami (2016)         | reż. Mariusz Palej                     |
| Nagroda Sieci Kin Studyjnych i Lokalnych               | Nagroda Sieci Kin Studyjnych i Lokalnych               | Na linii wzroku (2016)                 | reż. Evi Goldbrunner, Joachim Dollhopf |
| Nagroda publiczności                                   | Nagroda publiczności                                   | Urban Hymn (2016)                      | reż. Michael Caton-Jones               |